# Lago de Baratz
El lago de Baratz es un lago en la provincia de Sassari, Cerdeña, Italia. Con una altura de 24 m, su superficie es de 0,6 km². Es el único lago natural de agua dulce de Cerdeña. Se encuentra en el municipio de Sassari, cerca de Alguer.